# Peloton (militaire)
Pour les articles homonymes, voir Peloton.

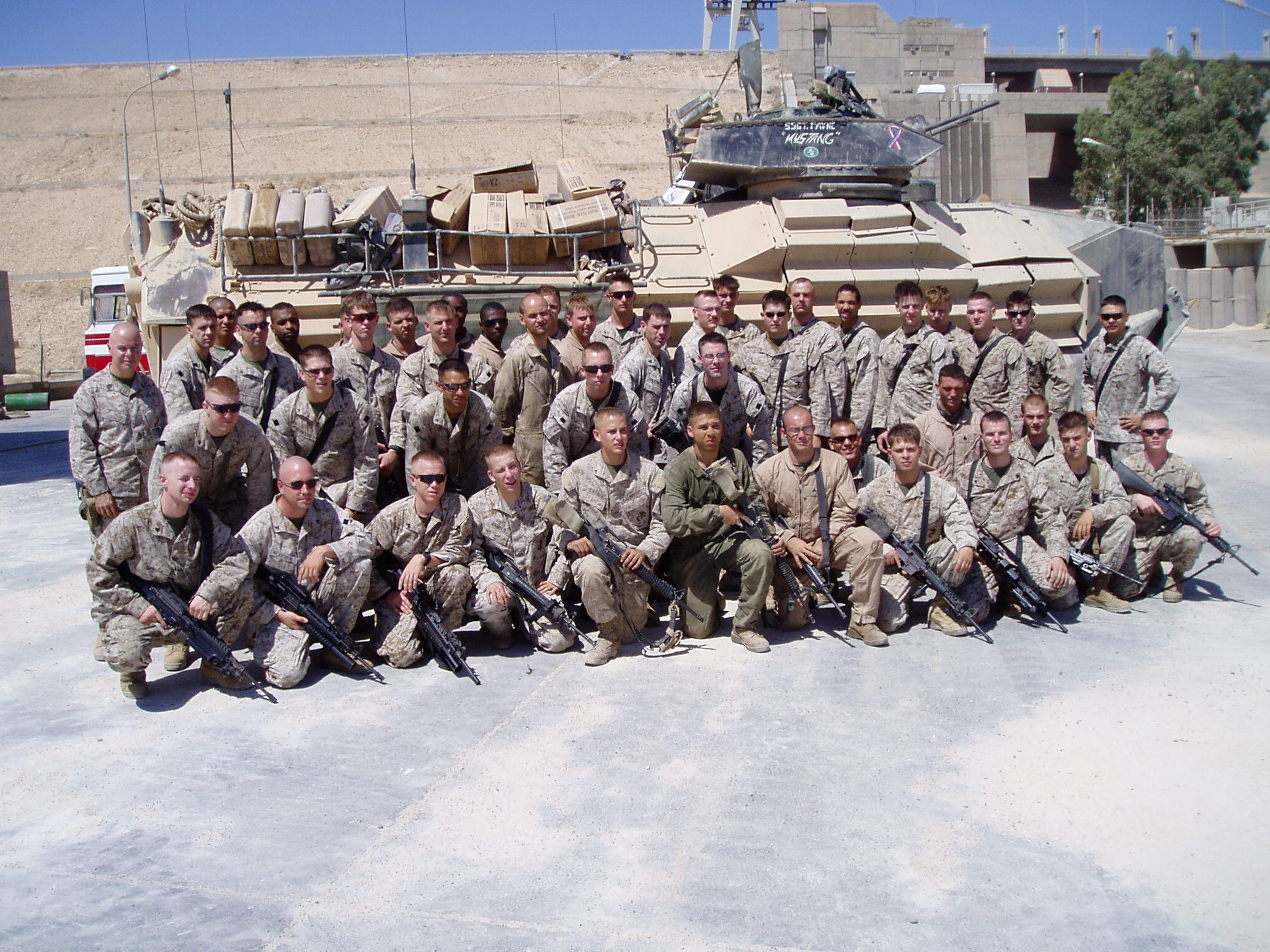
Un peloton de l’USMC avec une section de trackers (le personnel qui opère les AAV-7A1 dernière eux).

Un peloton est une unité militaire de petite taille.

## France
De nos jours, un peloton est :
- soit la subdivision organique d’une unité élémentaire[1] (en général un escadron) dans l'Armée de terre pour les unités mobiles ou la Gendarmerie,
- soit une petite troupe de soldats réunis temporairement pour une mission particulière.

Mais sous l'Ancien Régime et jusqu'aux alentours du milieu du XIXe siècle, le peloton était la subdivision tactique d'un bataillon d'infanterie ou d'un escadron de cavalerie. En général, chacune des compagnies constituant un bataillon d'infanterie formait un peloton du bataillon après transfert éventuel d'hommes entre les compagnies pour égaliser les pelotons. De même, un escadron de cavalerie était divisé en divisions et en pelotons (par exemple, sous le Premier Empire, un escadron de cavalerie était constitué de deux compagnies, chacune de ces compagnies constituant une division de l'escadron, chaque division étant à son tour composée de deux pelotons. Après la disparition de la compagnie dans la cavalerie en 1815, le peloton devint la subdivision de l'escadron).

### Peloton organique
Dans l’Armée de terre le peloton est la subdivision organique (c'est-à-dire faisant partie de l'organisation administrative permanente) d’un escadron. Un peloton regroupe entre 20 et 30 personnes (et en général trois ou quatre véhicules) sous le commandement d’un lieutenant, d’un adjudant-chef ou d’un major. Aujourd'hui, les termes d’escadron et de peloton dénotent l’appartenance aux armes dites « à cheval », leurs équivalents respectifs dans les armes dites « à pied » étant la compagnie et la section.
En opération, un peloton est normalement déployé au sein de son propre escadron mais il peut également être détaché au sein d'un Sous-Groupement opérationnel (en général un Sous-Groupement Tactique Interarmes ou SGTIA, composé typiquement de plusieurs sections d'infanterie et d'un ou deux pelotons de l'arme blindée cavalerie).
Dans la Gendarmerie, un peloton est également la subdivision d’un escadron (gendarmerie mobile, garde républicaine, gendarmerie départementale) mais parfois également d’une compagnie : peloton d'intervention (PIGR) dans la garde républicaine, peloton de surveillance et d'intervention de la gendarmerie (PSIG) ou peloton spécialisé de protection de la gendarmerie (PSPG) dans la gendarmerie départementale. 
On trouve également dans la gendarmerie des pelotons rattachés directement à des niveaux hiérarchiques supérieurs à celui de la compagnie ou de l’escadron :
- peloton de gendarmerie de montagne (PGM) et peloton de gendarmerie de haute montagne (PGHM);
- peloton d’intervention de deuxième génération (PI2G). Cette appellation n'est plus utilisée. Les anciens PI2G sont appelés Antennes du GIGN (AGIGN) depuis 2016.

À noter que l'ancienne dénomination des antennes du GIGN d'outre-mer était groupe de pelotons mobiles ou GPM. Cette appellation, qui traduisait le fait que ces pelotons étaient autonomes et casernés isolément, a été remplacée du début des années 2000 à 2016 par celle de groupe de pelotons d'intervention (GPI)

### Peloton temporaire
C’est une petite troupe constituée pour remplir une fonction ou accomplir une mission dans un temps donné :
Quelques exemples de pelotons temporaires :
- peloton d’élèves-gradés suivant une formation particulière pour accéder à un grade supérieur
- peloton de punis (ou de prisonniers).
- peloton d'exécution
- peloton de gendarmerie de réserve ministérielle (PGRM). Peloton constitué temporairement, habituellement en prélevant des gendarmes dans les brigades pour effectuer une mission ponctuelle (typiquement pour des opérations de maintien de l'ordre). Ce dispositif, courant avant la création de la gendarmerie mobile au cours des années 1920, avait l'inconvénient de désorganiser le service courant et n'a presque plus été utilisé depuis mai 1968.

## Canada
Dans l'armée de terre canadienne (Armée canadienne ou Canadian Army), un peloton (en anglais platoon) est une unité qui compte environ trente-six hommes (pour un peloton d'infanterie dans cet exemple). Composé de trois sections, le peloton est lui-même la subdivision de la compagnie (en anglais company), celle-ci comptant au moins trois pelotons. Chaque peloton est commandé par un lieutenant avec un adjudant pour commandant adjoint. Dans les faits, le rôle d'adjudant de peloton est souvent rempli par un sergent. Dans certaines armes comme les blindés et le génie de combat, les compagnies sont appelées escadrons (squadrons) et les pelotons sont appelés troupes (troops).